# Lino Lacedelli

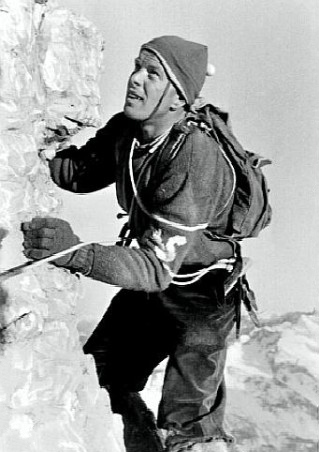
Lino Lacedelli in 1954

Lino Lacedelli (Cortina d'Ampezzo, 4 december 1925 - aldaar, 20 november 2009) was een Italiaans alpinist.
Samen met Achille Compagnoni bereikte hij op 31 juli 1954 als eerste de top van de K2, de tweede hoogste berg ter wereld, die steiler en gevaarlijker is dan de Mount Everest. Tijdens de expeditie werd Compagnoni's beslissing om het eindkamp (IX) hoger te plaatsen dan voordien afgesproken, een punt van discussie. Compagnoni en Lacedelli beweerden dat Walter Bonatti een deel van de zuurstofvoorraad, bedoeld voor de top, had opgebruikt, waardoor er onvoldoende overbleef voor de finale-beklimming. Walter Bonatti ontkende dit en werd daarvoor in 1984 voor het Italiaans gerecht in het gelijk gesteld.